# Königsbergi töredék

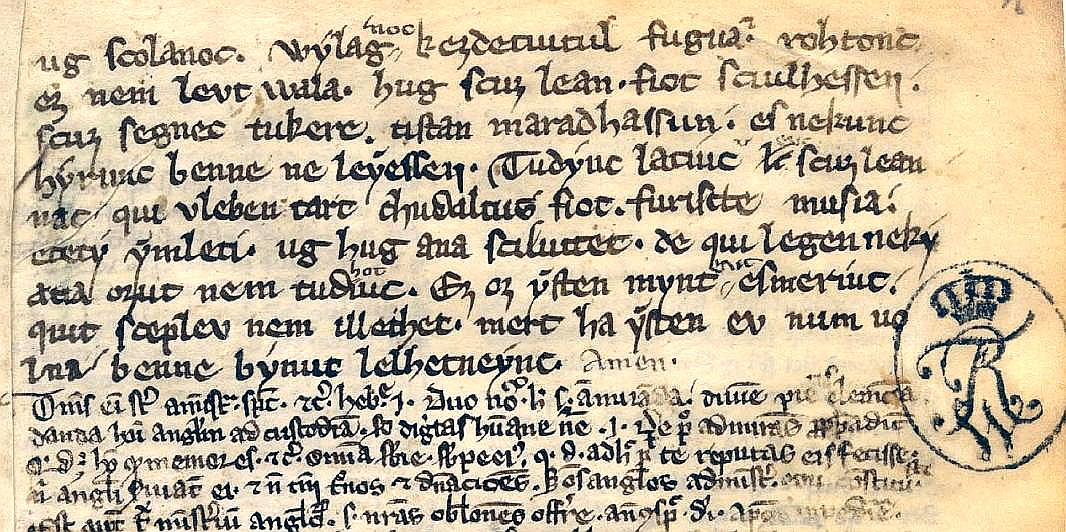
A Königsbergi töredék összefüggő szakaszának képe

A königsbergi töredék a 14. századból származó verses magyar nyelvemlék. 
A töredéket 1862-ben fedezte fel a königsbergi (ma kalinyingrádi) Egyetemi Könyvtárban dr. Zacher Gyula egy 14. századból származó latin nyelvű teológiai kódex szövege elé kötve. Az összesen 9 soros, pergamenlapra írott szöveg egy Szűz Máriáról szóló ének töredéke, s helyesírása megegyezik a Halotti beszéd helyesírásával. 
A nyelvemlék nem csupán az összefüggő néhány sorból áll: a kódex kötését felbontva több pergamenszalag tűnt elő, amelyen – töredékesen ugyan – olvasható volt néhány magyar szó, illetve kifejezés. Világos, hogy a töredék, illetve a pergamenszalagok valamikor összefüggő magyar szöveget alkottak, de ezt ma már lehetetlen teljességgel rekonstruálni. Nyelvi jelentősége jóval csekélyebb, mint a Halotti beszédnek, nyelve mindazonáltal átmeneti állapotánál fogva figyelemre méltó. Elavult szót mindössze egyet találunk a szövegben: az „imlet” ige mára kihalt a magyar nyelvből.

## Tartalma
A tulajdonképpeni töredék Mária szűzi anyaságán elmélkedik. A töredéken kívüli szövegeket két részre bonthatjuk. Az egyik Gábriel angyal küldetését beszéli el párbeszédes formában. Az Üdvözlégy Mária imádság itt jelenik meg először magyarul. A másik részben pedig egy Mária-legenda részlete lehet, melynek témája ismét Mária anyasága. A figura etymologica és alliteráció eszközével is él a szerző: „királyok királyának szent arany oltára”, „angyaloknak asszonyához”, „világon való bűnösök”.

## A töredék szövege
(eredeti kiejtéssel)
Úgy szólánok: Világnok kezdetüitűl
fugva rohtonk
ez nem lött vala, hogy szűz leány
fiot szülhessen
szűz ségnek tükere tisztán marad-
hassun és nékünk
hirünk benne ne lejessen. Tudjuk,
látjuk őz szűz leány-
nak, ki ülében tart csudáltus fiot,
fürisztje, musja
éteti, imleti, úgy hugy anya szi-
lüttét; de ki légyen néki
atyja, ozut nem tudhotjuk. Ez oz
Isten, mint őt esmérjük,
kit szeplő nem illethet; mert ha
Isten ő nüm vol-
na, ő benne bínüt lélhetnéink.
Ámen.
A pergamenszalagokon talált magyar szavak, kifejezések: „tahat" (tehát), „scent leluc" (Szent Lélek), vymadsag (imádság) stb. A kódex ma a kalinyingrádi Egyetemi Könyvtár tulajdona.

## További információ
- A Königsbergi töredék és szalagjai betűhű szövege és mai magyarra normalizált változata elérhető és kereshető az Ómagyar Korpuszban.